# 榆林镇 (集安市)
榆林镇，是中华人民共和国吉林省通化市集安市下辖的一个乡镇级行政单位。

## 行政区划
榆林镇下辖以下地区：
康华社区、地沟村、迎水村、大甸子村、朱仙村、榆林村、向阳村、复兴村、治安村和样子沟村。